# Hällevik
Hällevik è un'area urbana della Svezia situata nel comune di Sölvesborg, contea di Kalmar.
La popolazione risultante dal censimento 2010 era di 813 abitanti.